# Cleber Machado (escultor)
Cleber Machado (Porto Alegre, 25 de junho de 1937) é um artista brasileiro. Escultor e pintor, hoje mora e trabalha em São Paulo. Expõe individualmente desde 1971 e em grupo desde 1968. A literatura do artista inclui textos de importantes críticos. Recebeu vários prêmios nacionais e internacionais e sua obra integra importantes acervos públicos e particulares.
Filho de Marina Machado Neto e João Pedro Pereira Neto, em 1960, Cleber muda-se com a família para o Rio de Janeiro, onde começa a participar do movimento estudantil, ao lado dos amigos e também artistas da Escola de Belas Artes do Rio, Artur Barrio e Rubens Gerchman. Em 1968, em meio a passeatas e o Salão Nacional de Arte Moderna, é preso e solto em 24 horas - por influência de um amigo do pai. O susto o afastou das manifestações de rua, mas não lhe tirou o interesse e engajamento político. Antes de definir-se como escultor, quando morava no bairro de Santa Tereza, Cleber começou a desenhar e produzir joias em prata e em acrílico. Incursão que lhe rendeu o Prêmio de Pesquisa em Joia, na 11ª Bienal de São Paulo. Anos mais tarde, ele retoma a produção de joias, dessa vez ainda mais fortemente influenciado pela escultura, com a criação da Linha Sculpture to Wear, composta de verdadeiras esculturas para serem usadas nos dedos como anéis.
Entre 1970 e 1974, manteve um estúdio no bairro de Botafogo onde ministrou diversos cursos e, à convite da Bienal de São Paulo, participou da Sala Brasília, tendo um trabalho adquirido pelo Presidente Juscelino Kubitschek para compor o acervo do futuro Museu de Arte Brasileira, construído na capital federal.Depois de uma passagem por Guaratiba, praia a 40 quilômetros do Rio, onde retomou uma antiga paixão pela caça submarina, muda-se para São Paulo e realiza com o MAM-SP uma exposição às margens do Lago do Ibirapuera. De São Paulo embarca para um período em Nova Iorque e, na sequência, se estabelece por três anos na Cidade do México onde mostra sua instalação "Arqueologia do ano 4000" (segundo ele, uma grande responsabilidade, já que seu trabalho foi exposto logo após o encerramento da exposição de Henry Moore.
De volta ao Brasil e ao Rio de Janeiro, Cleber constrói um estúdio no bairro de São Cristóvão onde segue trabalhando por dois anos. Sua participação na 20ª Bienal Internacional de São Paulo é marcada pela performance “Terra, Água e Ar”, de um helicóptero que simula a presença e aterrissagem de um disco voador no Lago do Parque Ibirapuera.No início dos anos 90, volta a morar em São Paulo e, recuperado de um período de depressão, retoma com ainda mais vigor sua linguagem original, como ele mesmo gostar de chamar, a ”geometria onírica”. A volta ao trabalho é marcada por uma exposição no jardim da Casa das Rosas (atual Espaço Haroldo de Campos de Poesia).
| “ | Ninguém entende de arte... Arte não é feita para ser entendida. Arte é feita somente para ser sentida. | ” |

## Exposições Individuais
- 1971 - Museu de Arte do Rio de Janeiro - MAM Rio
- 1980 - Museu de Arte Moderna de São Paulo  - MASP
- 1983 - Museo de Arte Moderno - México
- 1984 - Museu de Arte do Rio de Janeiro  - MAM Rio
- 1997/98 - Casa das Rosas  - São Paulo
- 1999 - Ricardo Camargo Galeria - São Paulo
- 2000 - A Estufa - São Paulo

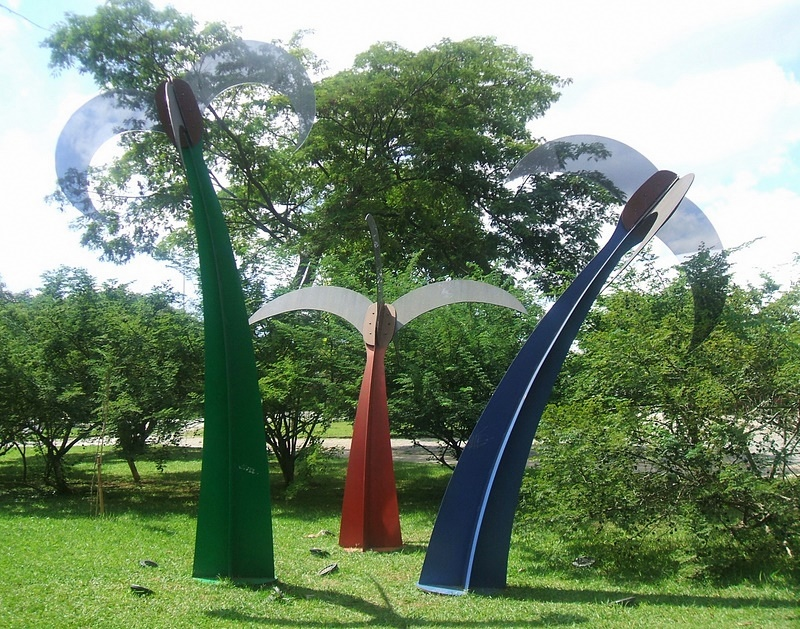
Miragem I, II, III
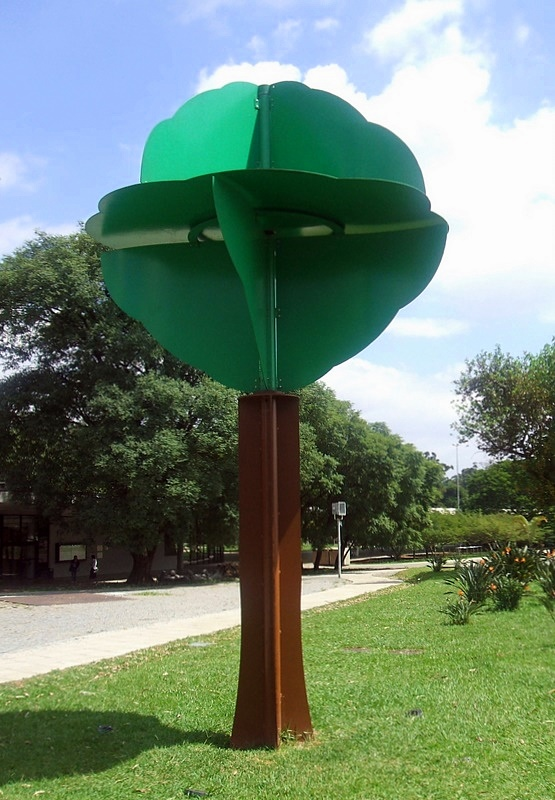
Árvore

## Cleber Machado por
O teórico e crítico de arte argentino Fermín Fèvre (1939-2005) coloca Cleber como um dos escultores mais prestigiados do Brasil, que, apesar das diferentes fases e suas respectivas diversas ênfases, mantêm um trabalho de extraordinária continuidade.
| “ | Em todas as suas obras – quer nas estáticas, quer naquelas em que a mobilidade proporciona uma situação ambígua entre o que é real e o que é virtual – Cleber Machado expõe a fragilidade dos objetos no espaço, seu equilíbrio sempre instável e parcial (...) O tema da precariedade é constante dessas buscas espaciais e estruturais. As estruturas são mutáveis. Têm um com que de provisório. Acontece com elas o mesmo que com o homem, que transita pelo mundo ciente de sua condição mutante e precária. Assim, a obra de Cleber Machado assume um aspecto metafórico e simbólico que transcende sua própria materialidade. | ” |

Referindo-se a obra “Cubo-Esfera-Cubo”, o autor e escritor suíço Peter Karl Wehrli qualifica como uma tarefa histórica a façanha de Cleber de cubificação da esfera e esferação do cubo.
| “ | Ele é o inventor do cubo esférico e da esfera cúbida. Coloca estes dois elementos básicos em movimento – em todas as direções ao mesmo tempo. Girando, eles incluem cada uma e todas as formas existentes. Há uma palavra para isso: “onifacção”. Ou ainda mais precisa: “Onificação”. É o que Cleber Machado pratica. | ” |

O professor doutor e matemático Luiz Barco visita o ateliê de Cleber Machado, lança a questão se o Universo é ou não infinito e narra seu encontro com o Cubo-Esfera-Cubo.
| “ | Vi lá, nesse desconstruir, construir, duas imensas esferas. Uma tornada cubo e outra retornada esfera. Não consigo imaginá-las separadas. São como o Universo, ora expandido, ora aglomerado, e de quebra não são estáticos como diria Galileu Galilei: Eppur si muove. | ” |

Aracy Amaral percebe o desafio da escultura na trajetória de Cleber. Sejam as questões de equilíbrio exploradas nos projetos de móbiles da metade dos anos 1960, ou a força rara de combinações não convencionais de materiais, como o vidro e a madeira. Em seguida, destaca a fixação em formas geométricas, que se mantém até hoje.
| “ | Nestes últimos anos vemos o círculo circunscrito no círculo, círculo virtual versus círculo real, jogos perspectivistas com retângulos, paralelogramos ou triângulos, ou esferas, reais ou virtuais, visualização de faces de ângulos poliédricos, jogos intermináveis de reflexos na pintura automotiva prateada, a simular a magia do espelho também virtual. Faces espelhadas, portanto, que se movem no espaço, que se constitui antes como moldura. | ” |

## Exposições Coletivas
- 1968 a 1971 - Salão Nacional de Arte Moderna - Brasil
- 1970 - BankBoston - Arte Contemporânea Brasileira - Rio de Janeiro - Brasil
- 1970 - Pré Bienal de São Paulo - Brasil
- 1971 - XI Bienal Internacional de São Paulo - Brasil
- 1971 - Festival Panamericano de Cultura - Cali - Colômbia
- 1972 - Brasil Plástica 72 - Bienal de São Paulo - Brasil
- 1972 - 1991 - Panorama da Escultura Brasileira - MAM - São Paulo - Brasil
- 1975 - XIII Bienal Internacional de São Paulo - Brasil
- 1979 - XV Bienal Internacional de São Paulo - Brasil
- 1979 - Espaço Alternativo "Galpão"- São Paulo - Brasil
- 1982 - 12a. International Sculpture  Conference - San Francisco - EUA
- 1982 - 100 Anos de Escultura Brasileira - MASP - São Paulo - Brasil
- 1987 - Arte Contemporânea Brasileira - Tendências - Rio de Janeiro - Brasil
- 1989 - XX Bienal Internacional de São Paulo - Eventos Especiais, São Paulo - Brasil
- 1991 - Gallerie Montesanti, International Art Fair, Bogotá - Colômbia
- 1991 - Bienal Internacional de Makurazaki - Japão
- 1996 - Museu Brasileiro da Escultura- São Paulo - Brasil
- 1998 - Museu de Arte Contemporânea de Campinas Toque de Mestre - São Paulo - Brasil

## Projeto Nova Iorque
Como disse o crítico de arte e amigo pessoal de Cleber, Pierre Restany, em texto escrito por ele em 1982, “...Machado é, efetivamente, um portador de mensagens. Ele concebeu todo um programa de intervenções, do qual “Octopus” é o ponto de partida, para dar à sua arte a envergadura existencial de um fenômeno vital.Olhe no céu de Nova Iorque a evolução de um polvo gigante. Quais serão as reações das pessoas numa esquina? A imaginação toma o poder entre os arranha-céus de Wall Street, acaricia a Estátua da Liberdade. Mais do que arte em liberdade, Machado tenta interessar-nos em nossa essencial liberdade de ser. Seu sonho, se compartilharmos, é uma chamada à ordem, à ordem existencial, à lei da grande natureza.”

## Projeto São Paulo
Um ovni em São Paulo
Para ser apresentada nos Eventos Especiais da 20ª Bienal Internacional de São Paulo (1989), Cleber Machado prepara uma interferência urbana para lá de especial. Do Aeroporto de Congonhas (SP), um helicóptero disfarçado de disco voador decola, equipado com 20 fachos de luz verdes e azuis. O “disco” voa sobre a cidade por volta de 40 minutos, descrevendo rotas simétricas e desce em espiral sobre o lago do Parque Ibirapuera.
Segundo Cleber, o objetivo dessa interferência é possibilitar um mergulho da fantasia na realidade, provocando os indivíduos, estimulando-os a novas sensações ou nova percepção da realidade.

## Coleções Selecionadas
- Museu de Arte Moderna do Rio de Janeiro - MAM Rio
- Museu de Arte Moderna de São Paulo - MAM SP
- Museu de Arte Moderno - México
- Museu de Arte Brasileira da Fundação Armando Álvares Penteado - MAB FAAP - SP
- Museo Rayo-Roldenibe Del Vale - Colombia
- Museu de Arte Brasileira - Brasília - Brasil
- Centro de Arte Latino Americano - México - DF
- Museo de Arte Americano - Manágua - Nicarágua
- Arquivo do Estado de São Paulo- Brasil
- Museo de Arte Moderna - La Tertulia - Cali - Colômbia
- Museo Casa Del Lago - México - DF
- Nanmeikan Art Modern - Makurazaki - Japão
- Museo El Chopo - México - DF
- Museu de Arte de Londrina - Paraná - Brasil

## Prêmios
- 1970 - Arte Contemporânea Brasileira - BankBoston
- 1971 - Pesquisa Joia - XI Bienal Internacional de São Paulo, Brasil
- 1972 - Pesquisa - I Bienal Nacional São Paulo, Brasil
- 1991 - Especial Escultura - II Bienal Internacional Makurazaki, Japão